# Youssef Mohamad
Youssef Wasef Mohamad (Beirut, Líbano, 1 de julio de 1980) es un exfutbolista libanés. Jugaba de defensa y actualmente se desempeña como asesor técnico de la selección nacional de Líbano.

## Selección nacional
Ha sido internacional con la Selección de fútbol de Líbano, ha jugado 35 partidos internacionales.

### Participaciones Internacionales
| Mundial                        | Sede   | Resultado    |
| ------------------------------ | ------ | ------------ |
| Copa Asiática de Naciones 2000 | Líbano | Primera fase |

## Clubes
| Club               | País                   | Año         |
| ------------------ | ---------------------- | ----------- |
| Safa Sporting Club | Líbano                 | 1999-2002   |
| Olympic Beirut     | Líbano                 | 2002-2004   |
| SC Friburgo        | Alemania               | 2004-2007   |
| FC Colonia         | Alemania               | 2007 - 2011 |
| Al-Ahli F.C.       | Emiratos Árabes Unidos | 2011 - 2013 |
| Nejmeh SC          | Líbano                 | 2016        |

## Palmarés

### Campeonatos nacionales
| Título                    | Club           | País   | Año  |
| ------------------------- | -------------- | ------ | ---- |
| Premier League del Líbano | Olympic Beirut | Líbano | 2003 |
| Copa del Líbano           | Olympic Beirut | Líbano | 2003 |